# Glacier Point
Glacier Point es un mirador que se encuentra localizado sobre un acantilado en el Valle de Yosemite, en el estado de California, Estados Unidos. Se encuentra localizado al sur del valle a una elevación de  2199 metros (7214,6 pies), 980 metros (3215,2 pies) sobre Curry Village. El lugar es uno de los puntos más populares en Yosemite, ya que ofrece una vista panorámica al valle del parque nacional de Yosemite, con vista a la Cascada Yosemite, el Half Dome, la Cascada Vernal, la Cascada Nevada y el Clouds Rest.

## Geología

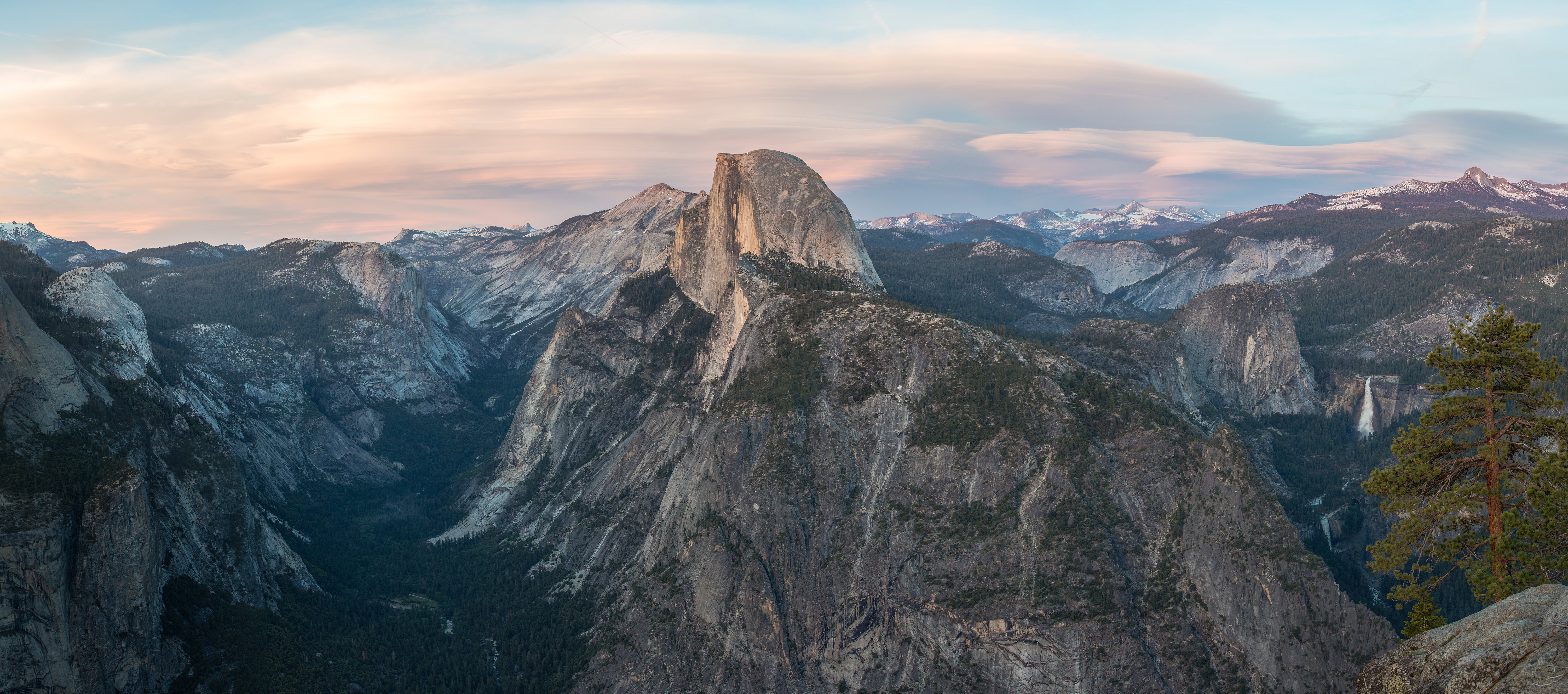
Vista del Valle de Yosemite desde el Glacier Point. De izquierda a derecha: el Cañón Tenaya, el Half Dome, el Liberty Cap, el Little Yosemite Valley, la Cascada Vernal y la Cascada Nevada.

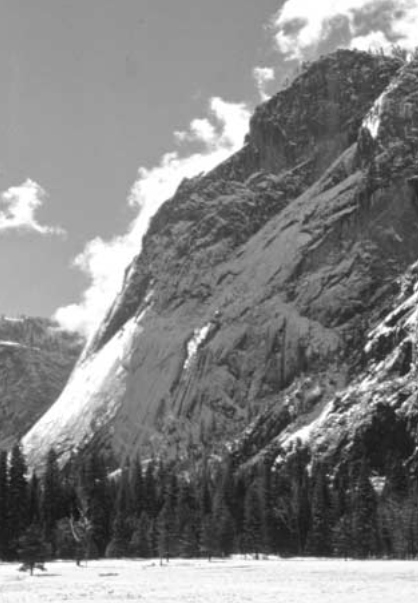
El Glacier Point, visto desde el Valle de Yosemite

El punto extremo de la cima del Glacier Point se encuentra descubierto, pero cuesta abajo de este a oeste, y en la ladera boscosa que lo cubre, se encuentra material glaciar en abundancia. Se ha encontrado evidencia del origen de este material glaciar formado en las rocas provenientes del Pequeño Valle de Yosemite y de la Sierra Nevada de California. 

## Acceso
Se puede acceder al Glacier Point a través de la carretera Glacier Point. Durante el verano, el lugar es visitado por muchos turistas, tanto locales como provenientes de diversos países. También existen tours que se pueden conseguir y que duran un aproximado de cuatro horas para llegar al sitio.  La carretera  normalmente se encuentra abierta desde junio hasta octubre. Durante el invierno, el camino se encuentra inaccesible debido a la caída de nieve en el lugar. 
Otra forma en la que se puede acceder al Glacier Point es a través de la via Four Mile Trail, la cual asciende 980 metros (3215,2 pies) a lo largo de 7,4 kilómetros (4,6 mi). Este sendero extenuante se puede acceder durante todo el año. Es utilizado durante el invierno para llegar al Glacier point mientras la carretera de acceso se encuentra cerrada. Sin embargo, puede ser peligroso ascender por esta ruta en temporada de nieve, por lo que puede encontrarse cerrada entre diciembre y mayo. Existe también otra ruta de 13,2 kilómetros (8,2 mi) que llega a Glacier Point pasando a través del Valle y por la cascada Vernal y Nevada. 